# Caryothraustes
A Caryothraustes  a madarak osztályának verébalakúak (Passeriformes) rendjébe és a kardinálispintyfélék (Cardinalidae) családjába tartozó nem.

## Rendszerezésük
A nemet Heinrich Gottlieb Ludwig Reichenbach német botanikus és ornitológus írta le 1850-ben, az alábbi fajok tartoznak ide:
- szürkehasú kardinális (Caryothraustes poliogaster)
- sárgahasú kardinális (Caryothraustes canadensis)

## Előfordulásuk
Mexikóban, valamint Közép- és Dél-Amerika területén honosak. Természetes élőhelyeik a szubtrópusi vagy trópusi síkvidéki esőerdők, valamint másodlagos erdők. Állandó, nem vonuló fajok.

## Megjelenésük
Testhosszuk 18-19 centiméter körüli.